# Emprendedor

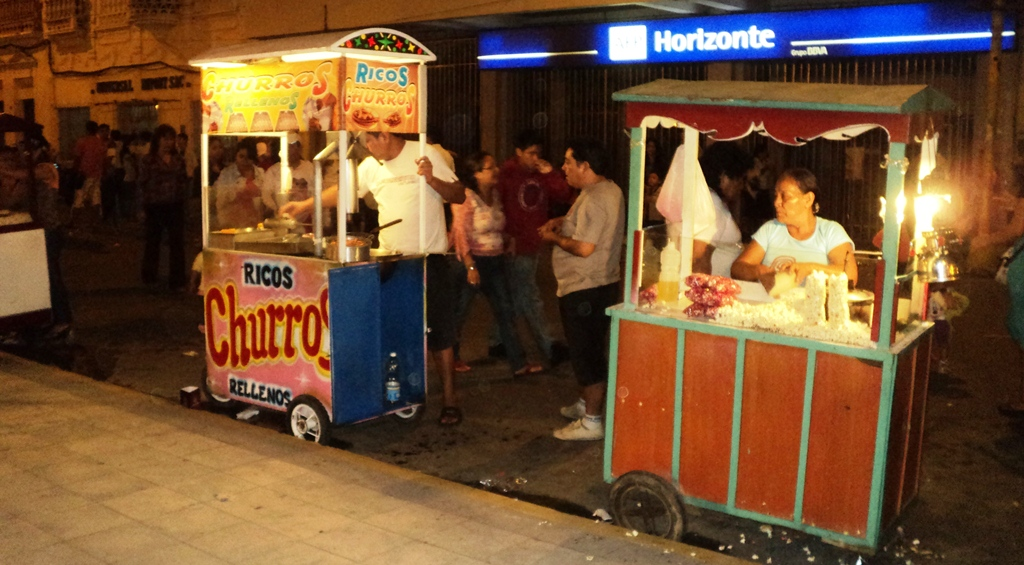
Puestos ambulantes de comida donde se venden churros y palomitas de maíz (llamadas poc-poc, en Iquitos). Por este tipo de actividad (negocios de pequeña escala), se denomina a estas personas microempresarios.

Un emprendedor (emprendedora, en femenino) es una persona que identifica una oportunidad y que, conociendo los riesgos, emprende la acción de organizar los recursos necesarios para crear o fundar una empresa o negocio (individual o colectivamente), con la finalidad de aprovechar dicha oportunidad, obteniendo una respectiva ganancia. Se trata de una persona que diseña, lanza y pone en funcionamiento un negocio, partiendo de una innovación. Es un empresario de la innovación; además de lanzar la empresa, abre una nueva línea empresarial, su creatividad abre las puertas a otros empresarios y a otros nuevos productos.
El emprendimiento es la capacidad y el deseo de desarrollar, organizar y manejar un negocio junto con sus respectivos riesgos, con el fin de obtener una ganancia.
La mayoría de las definiciones de emprendimiento se centran en el lanzamiento y puesta en funcionamiento de un negocio debido a los altos riesgos que implica el lanzamiento de una start-up. Una porción significativa de los negocios tienen que cerrar debido a la falta de financiamiento, malas decisiones de negocios, crisis económica, falta de mercado o una combinación de todas estas circunstancias. Arieu se refiere al proceso de desarrollo de la iniciativa emprendedora a partir del modelo de Conocimiento,  Acción y Motivación (CAM) y sugiere los contenidos que deberían ofrecerse en el sistema educativo.

## Elementos

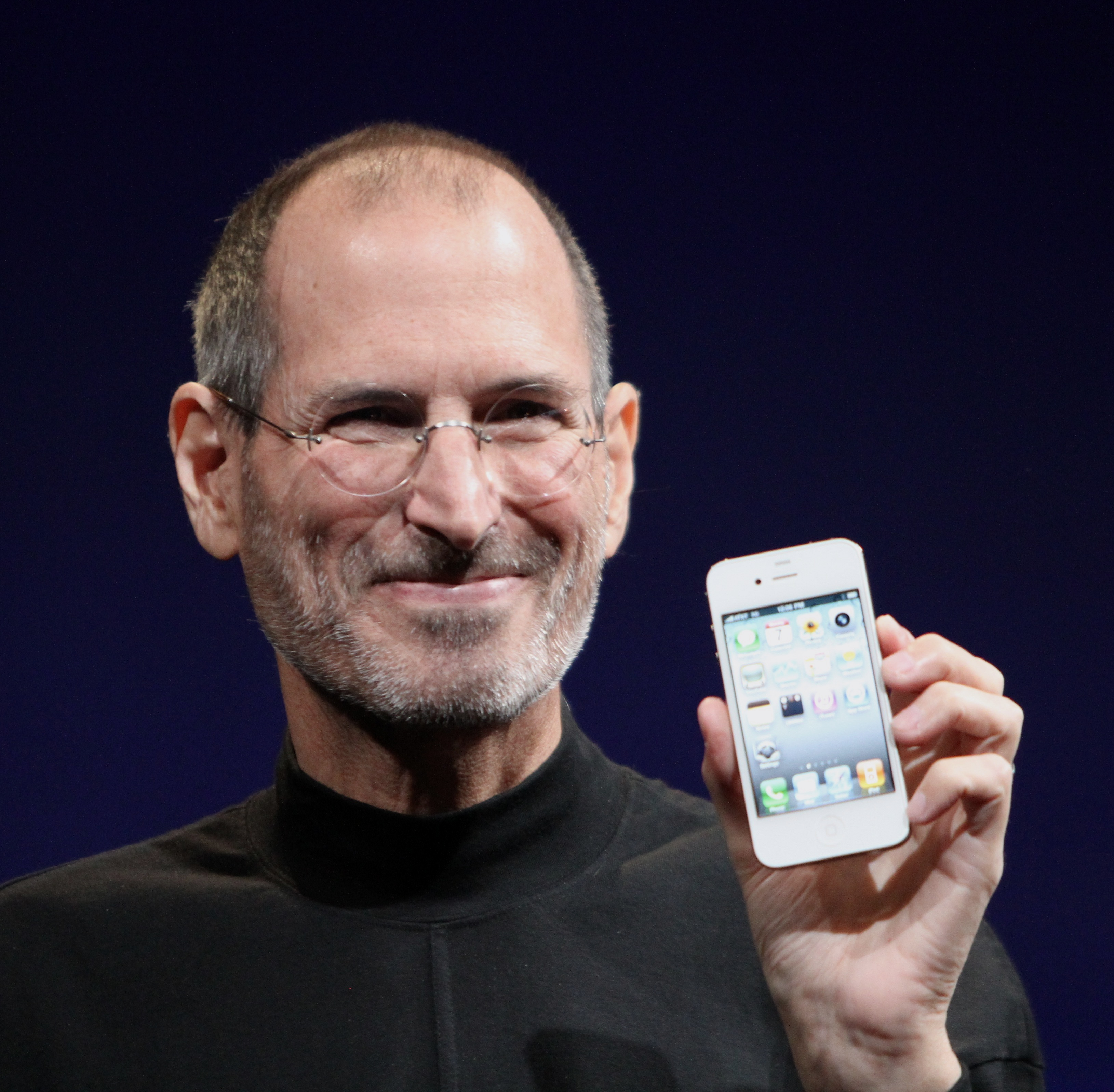
Presentación del iPhone 4 por Steve Jobs en la 'Worldwide Developers Conference (WWDC)' del año 2010.

Los emprendedores actúan como administradores y anticipan el lanzamiento y crecimiento de su compañía. El emprendimiento es el proceso mediante el cual un individuo o un equipo identifica una oportunidad de negocio y adquiere y despliega los recursos requeridos para su explotación. La explotación de las oportunidades de emprendimiento incluyen:
- Desarrollo de un plan de negocios.
- Contratación de recursos humanos.
- Adquisición de los recursos financieros y materiales.
- Capacidad de liderazgo.
- Ser responsable del éxito o fracaso de los negocios.
- Reducida Aversión al riesgo.

El economista Joseph Schumpeter (1883-1950) vio el rol del emprendedor en la economía como una "destrucción creativa"; lanzar innovaciones que simultáneamente destruyen viejas industrias. Para Schumpeter, "los cambios y el desequilibrio dinámico traídos por la innovación del emprendimiento son la norma en una economía saludable".
Mientras el emprendimiento es usualmente asociado con pequeñas start-ups, el emprendimiento puede ser visto en firmas de pequeño, mediano y gran tamaño, firmas nuevas y establecidas y en organizaciones con y sin ánimo de lucro, incluyendo sectores del voluntariado, organizaciones de caridad y gubernamentales.

## Definición y etimología

### Definición

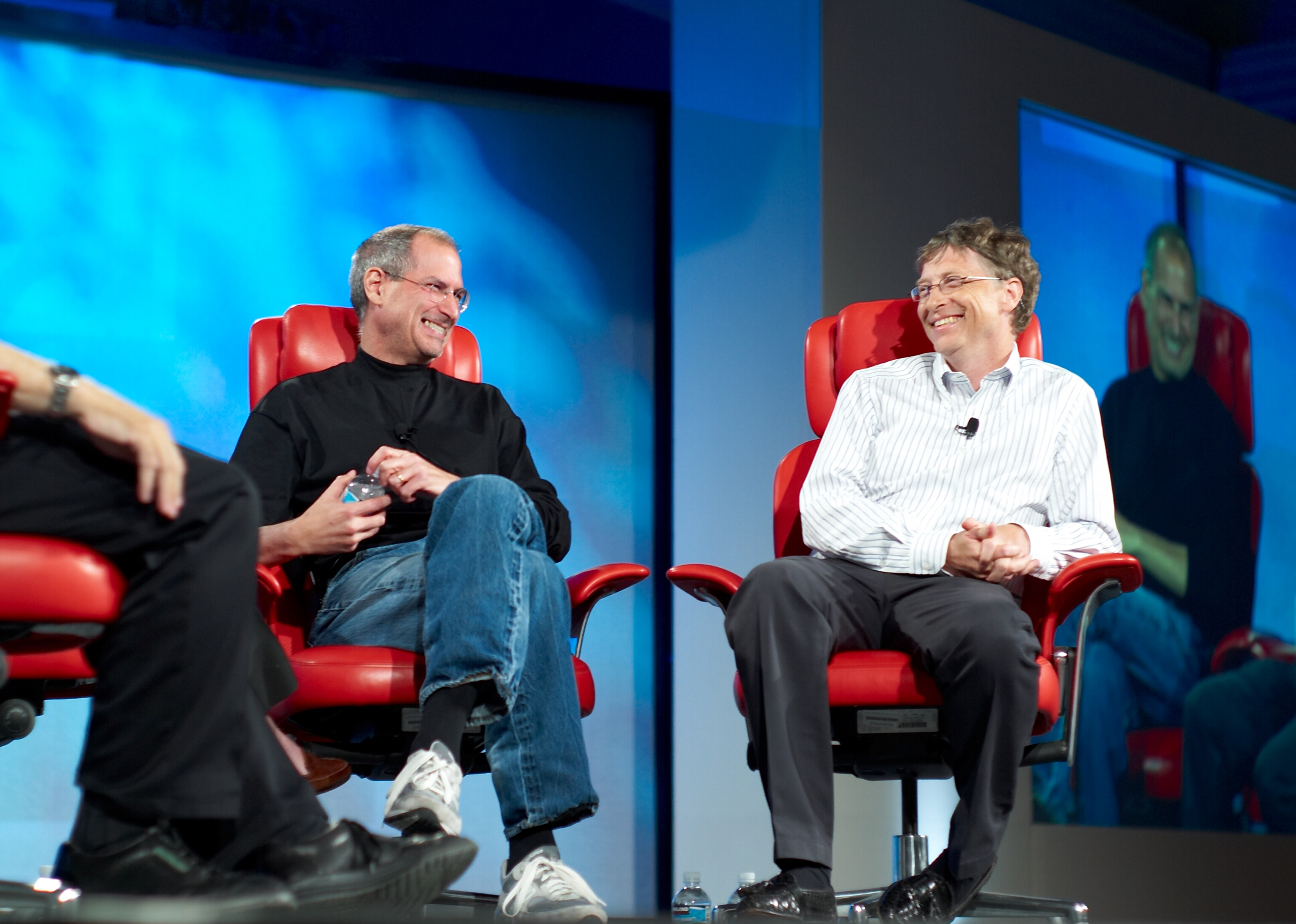
Bill Gates y Steve Jobs en 2007

Fue definido por primera vez por el economista Richard Cantillon como «la persona que paga un cierto precio para revender un producto a un precio incierto, por ende tomando decisiones acerca de la obtención y el uso de recursos, y admitiendo consecuentemente el riesgo en el emprendimiento»
Otros estudiosos han definido este término de distintas maneras, entre ellos:
- Jean-Baptiste Say (1803): Un emprendedor es un agente económico que une todos los medios de producción, la tierra de uno, el trabajo de otro y el capital de un tercero y produce un producto. Mediante la venta de un producto en el mercado, paga la renta de la tierra, el salario de sus empleados, interés en el capital y su provecho es el remanente. Intercambia recursos económicos desde un área de baja productividad hacia un área de alta productividad y alto rendimiento.[cita requerida]
- Joseph Alois Schumpeter (1934): Los emprendedores son innovadores que buscan destruir el statu-quo de los productos y servicios existentes para crear nuevos productos y servicios.[cita requerida]
- Peter Druker (1964): Un emprendedor busca el cambio, responde a él y explota sus oportunidades. La innovación es una herramienta específica de un emprendedor, por ende el emprendedor efectivo convierte una fuente en un recurso.[cita requerida]
- Howard Stevenson (1975): El emprendimiento es la búsqueda de oportunidades independientemente de los recursos controlados inicialmente.[cita requerida]

### Etimología
El término de la palabra emprendedor deriva de la voz castellana emprender, que proviene del latín, tomar, aplicándose originalmente —tanto en España como en otros países— a los que entonces eran considerados aventureros, principalmente militares, término que posteriormente pasó a tener connotaciones comerciales. La palabra fue definida por primera vez en el Diccionario de autoridades de 1732, todavía con esa connotación, como «La persona que emprende y se determina a hacer y ejecutar, con resolución y empeño, alguna operación considerable y ardua». También se le describe como «Señor esforzado y emprendedor de hazañas notables, como su padre».
Ese sentido y evolución está estrechamente relacionado con el vocablo francés entrepreneur, que surge a principios del siglo XVI. Posteriormente, a principios del siglo XVIII, los franceses extendieron el significado del término a los constructores de puentes y caminos, y a los arquitectos.
Así, L'Encyclopédie define el término entrepreneur como «se dice por lo general del que se encarga de una obra: se dice un emprendedor de manufacturas, un emprendedor de construcciones, un manufacturador, un albañil contratista».
La traducción de la frase anterior no es sencilla, dado que el sentido de las palabras ha cambiado, pero se ha sugerido que el sentido de la frase francesa –a diferencia de la hispana– se relaciona con la persona que obtiene un contrato con otros y está a cargo de su ejecución, lo que en España se denominaba en aquellos tiempos "maestros de obra" –personajes tales como Carlín o Alonso Rodríguez– o un contratista en su sentido original: quienes recibían contratos reales –en el sistema de la Casa de Contratación de Indias– y, en general, quienes contrataban la producción de algunos bienes por encargo. El elemento de riesgo no aparece aún, dado que tales personajes financiaban sus actividades sobre la existencia de un contrato con alguna autoridad, y así, sus ingresos estaban por lo general asegurados.
Posteriormente, ese sentido de «entrepreneur» se generalizó para identificar tomadores de riesgos económicos.
Jean-Baptiste Say jugó un papel importante en esa generalización, haciendo en 1803 explícito y coherente ese nuevo sentido. En su Traité d'économie politique, (traduciendo al español sus dichos), puede decirse que Say presentó al “entrepreneur” (en castellano, empresario) como el que “dirige una empresa, especialmente un contratista, actuando como intermediario entre el capital y el trabajo”. Se hace notar que es raro que tales empresarios sean tan pobres que no posean siquiera parte del capital que emplean; sin embargo, para Say lo importante es que «el empresario está expuesto a todos los riesgos, por lo que se aprovecha de todo lo que puede serle favorable».
Esa concepción perduró hasta comienzos del siglo XX, y se puede resumir como la del propietario que maneja empresas y asume riesgos. Esta connotación aún perdura como sentido general de la palabra en países de habla hispana.
No obstante, esto empieza a cambiar con Joseph Schumpeter, quien sugiere que invenciones e innovaciones son la clave del crecimiento económico, y quienes implementan ese cambio de manera práctica son los emprendedores. Para Schumpeter, la clave de este concepto es la capacidad de transformar innovaciones desde un invento a un producto práctico, lo que implica un alto riesgo económico. En palabras de Eudald Domènech: “La innovación por la innovación misma no sirve para nada. Innovar es crear productos que hagan la vida más fácil.”
Así, en la concepción moderna, el entrepreneur/emprendedor pasa de ser principalmente un tomador de riesgos económicos, y en general, a un innovador. Por ejemplo, se ha sugerido que Henry Ford no llegó a ser un emprendedor en 1903, cuando comenzó a producir automóviles, sino en 1908-9, cuando comenzó a producir el modelo T, introduciendo la producción en cadena, y resultando ambas innovaciones en una revolución (un cambio cualitativo) tanto en la industria como en la sociedad estadounidense.
En otras palabras, se sugiere que la diferencia central entre personas del tipo de por ejemplo Bill Gates o Steve Jobs y otros, no es que ellos sean los únicos dispuestos a tomar riesgos o capaces de ello, sino que estos personajes –motivados no necesariamente en forma principal por las ganancias– fueron capaces de introducir innovaciones que modificaron profundamente algún área económica o la sociedad entera. Posteriormente aparecerán otros que copian o adoptan esas innovaciones, quienes también asumen un riesgo, pero no necesariamente son –según esta concepción– verdaderos emprendedores, sino más bien hombres de negocios, comerciantes o empresarios.
Ese es el sentido central de la concepción schumpeteriana en relación con el emprendedor: los entrepreneurs son aquellos capaces de, superando resistencias, incorporar tales innovaciones a los procesos del mundo real: “la gran mayoría de los cambios en las comodidades del consumo han sido forzados por los productores sobre los consumidores, los que, más a menudo que no, han resistido el cambio, y han tenido que ser educados por las elaboradas técnicas psicológicas de la publicidad”.
Esta visión, del emprendedor como creador de colores especialmente materiales, o desarrollo económico, puede ser concebida como un retorno al espíritu del término hispano primigenio, cuando se aplicaba a quienes crearan los elementos físicos básicos –desde catedrales y palacios a máquinas y sistemas de organización– de la Edad Moderna. Hay quienes, con en ese espíritu, en la actualidad consideran al emprendedor como un héroe cultural. Según Fernando Giner y Grima, el emprendimiento no es una moda política, es el espacio económico creativo que ha generado el enorme cambio tecnológico, que suponen las tecnologías de la información, y el agujero negro provocado por la falta de crédito a las pymes, tras la crisis financiera de 2008.

## Contexto actual y desarrollo
Todo lo anterior ha dado origen a dos posiciones o percepciones principales. Primero, una posición que puede ser trazada en torno a Adam Smith y los clásicos en general, para quienes la innovación es una cualidad humana que se manifiesta en la solución de los problemas: dado la existencia de éstos, alguien los percibirá y encontrará alguna solución. Algunas de esas posibles soluciones fallarán o no serán adoptadas, otras adquirirán una gran difusión y éxito económico. Esta posición está representada en la actualidad en las posiciones de la llamada escuela austriaca: “el emprendedor está alerta ante las oportunidades que se presentan en el mercado... Allí donde el emprendedor cree ver un desfase de precios entre los recursos y sus usos, se vislumbra y se puede explotar una oportunidad de negocio. En un entorno de incertidumbre, el emprendedor puede equivocarse en sus presunciones; si acierta, la implicación es que ha encontrado un mejor uso para el recurso hasta entonces infravalorado y el mercado le premia con beneficios que, como bien sabemos, tienen una vida efímera. Si falla, ha malgastado ese recurso y no le queda más que soportar las pérdidas de su fallida actuación”. (ver Ebeling en enlaces externos[cita requerida])
Otros perciben la innovación efectiva como dependiente de factores previos: “A nuestro juicio, la innovación es una actitud cultural que se sustenta en el conocimiento del mundo que provee la ciencia, y que posibilita por un lado generar y, por otro, sacarle partido, a las herramientas conceptuales y tecnológicas de las que disponemos, identificar problemas, encontrar las soluciones apropiadas y tener la capacidad de transferir estas soluciones a otros contextos u otros problemas. Es decir, podemos crear o modificar distintas soluciones a fin de ponerlas en circulación, pero ellas se sustentan en un saber que ha llegado a su fase creativa como resultado del aprendizaje acumulado y de la maduración alcanzada por ese saber “.
En otras palabras: si, si consideramos que innovar es adaptar una invención al mercado -”Es el proceso en el cual, a partir de una idea, invención o reconocimiento de una necesidad, se desarrolló un producto, técnica o servicio útil hasta que sea comercialmente aceptado” - es obvio que alguien tiene que haber hecho esa invención previamente. A su vez, en el mundo contemporáneo, esto depende crecientemente de desarrollos en la educación, estudios científicos, técnicos y en muchos casos del financiamiento con el cual cuentan ya sea a través de un crédito o de algún medio alterno para recibir un préstamo.
Así, por ejemplo, Joel Shulman aduce: “Una investigación de Harvard sostiene que América Latina tendrá dificultades para avanzar porque no está generando un número suficiente de nuevas patentes. En el texto, el autor hace una comparación entre México y Singapur hace 30 años. En ese tiempo, el país latinoamericano superaba a Singapur, pero a partir de entonces ha venido decayendo, mientras que Singapur tomó una posición muy fuerte frente a otros mercados. En definitiva, el argumento es que si un país no desarrolla nuevas patentes, entonces se va a quedar atrás”.
Sin embargo, y dada la necesidad de generar riqueza y empleos, en el contexto económico actual se empieza, en muchos países, a dedicar esfuerzos en las innovaciones organizativas como instrumento del desarrollo del potencial creativo general. Esto lleva a investigar el papel y la evolución de las pymes en general: por un lado las microempresas o startup y por otro las empresas asociativas o de autogestión. Esto también tiene una dimensión de búsqueda de independencia económica de las comunidades y desarrollo humano a través de una economía social que trascienda la centralización administrativa y burocratizarte de las que las grandes empresas -tanto estatales como privadas- suelen adolecer. Es decir, esta visión intenta poner la responsabilidad y el control del desarrollo en las comunidades mismas, lo que se espera, produciría soluciones locales, basadas en conocimientos y recursos locales a problemas locales.
En algunos casos son las grandes empresas, a través de sistemas concursales, los que fomentan la innovación y el emprendimiento, con la idea de impulsar ideas y start-ups, asesorándolas, tutorizándolas y presentándolas a foros de inversores internacionales con el aval de estas grandes corporaciones.
En La educación de los emprendedores, Arieu considera que el énfasis que se está dando a la difusión y el desarrollo del espíritu emprendedor tiene sus raíces en una multiplicidad de factores entre los cuales es posible mencionar:
- El reconocimiento de un destacado rol de las pequeñas empresas en la creación de riqueza y trabajo.
- El notable aporte de las nuevas tecnologías a la generación de nuevos productos y empresas, con la consecuente des localización espacial de una importante parte de la actividad económica.
- Una vida laboral caracterizada por ciclos de trabajo asalariado, empleo por cuenta propia y desocupación.
- La orientación de las teorías económicas hacia factores humanos (capital humano) que afectan los procesos de crecimiento y desarrollo económico, por ejemplo, a partir de procesos de aprendizaje.

En Finanzas para emprendedores, Florencia Roca resalta que, a diferencia de inversores en el mercado de valores, los emprendedores típicamente concentran en su empresa la mayor parte de su capital. De tal forma que son inversores poco diversificados (en términos de la teoría de Markowitz), que potencialmente podrían lograr grandes beneficios de reducción de riesgo simplemente buscando correlaciones negativas con otras inversiones.

## Algunos tipos de emprendedor

### Emprendedor social
Un emprendedor también puede ser la persona que emprende por igual la creación de otros tipos de organizaciones o instituciones no necesariamente comerciales, como las cívicas, las sociales o las políticas. Esto se debe a que el acto de emprender en sí no sólo es característico del mundo de los negocios o el comercio, sino que es transversal a la sociedad del siglo XXI.
Un caso "mixto" es el del emprendedor o emprendimiento social que busca generar beneficios económicos a la par de tener un enfoque desarrollado en potenciar el bienestar humano que trascienda lo económico y beneficie también a la sociedad en su conjunto.

### Emprendedor digital
Conocidos también como emprendedores online, son personas que emprenden negocios y proyectos con fines de lucro y de diversa índole a través de Internet. Los emprendedores digitales son el fruto de la globalización y el constante avance de las tecnologías de la información y las redes. Algunos ejemplos de emprendedores digitales son los freelancers o autónomos, también los fotógrafos de microstock y quienes rentabilizan sitios web a través de publicidad, etc.

### Intraemprendedor
Un intraemprendedor o imprendedor es aquel trabajador con visión empresarial, que invierte tiempo suficiente en las ideas innovadoras desde el interior de la propia empresa, a través de procesos abiertos que las recogen, moldean, mejoran y canalizan en forma de negocio, beneficiándole a él mismo y al crecimiento de la propia empresa en la que presta sus servicios. En su libro "La Revolución Intrapreneur", Agustin Arieu explica como este tipo de emprendedor es clave para impulsar la innovación y el crecimiento de las empresas.

## En política
El agorismo es una forma de anarquismo que plantea a los emprendedores como la clase social emergente, el emprendetoriado, dentro de una economía dinámica, libre de trabas o mercado libre, en un orden político voluntario o anarquía. Para esta doctrina política, el auge de los emprendedores sería propio de una economía red, de mercado popular y de propietarios radicales.[cita requerida]

## Cultura emprendedora
La ley española 14/2003, de apoyo a emprendedores, recoge que es objeto de la misma, entre otros, la cultura emprendedora.
La cultura emprendedora es el conjunto de cualidades, conocimientos y habilidades necesarias que posee una persona, para gestionar un proyecto concreto o su rumbo profesional. La cultura emprendedora está ligada a la iniciativa y acción. El tenerla, ayuda:
- por un lado, a saber lanzar nuevos proyectos propios con autonomía, con capacidad de asumir riesgo, con responsabilidad, con intuición, con capacidad de proyección al exterior y con capacidad de reaccionar y resolver los problemas;
- por otro lado, a saber llevar a cabo proyectos de otros con el mismo espíritu de innovación, responsabilidad y autonomía.

En ese sentido, hay algunos paradigmas que a lo largo del tiempo se han ido derribando y es muy importante tenerlo en claro antes de emprender un negocio y estos son:
1. Mentalidad: Cambiar la forma en la que se perciben las ventas, ya que se trata de una forma de ayudar a las personas a resolver problemas o necesidades.
2. El valor de la información: El aprender de nuestros errores será la llave que nos permitirá seguir progresando.
3. Especialización: Definir un nicho de mercado es imprescindible en un mundo globalizado donde la competencia es cada vez mayor.
4. Enfoque en resultados: Tener siempre presente que el 80% de los resultados se define por el 20% de las acciones que tomamos. (Principio de Pareto)
5. Barreras de entrada: Protegerse a sí mismo y a su negocio para crear un modelo sostenible a largo plazo.
6. Escalabilidad: Invertir gran parte de las ganancias en el crecimiento de la empresa.
7. Aprendizaje continuo: Lo que te va a diferenciar del resto de los emprendedores es la capacidad de innovación y estar abierto a las nuevas oportunidades.

Se pueden fomentar determinadas competencias como la capacidad de resolver problemas, de analizar, planificar, evaluar y tomar decisiones, de asumir responsabilidades, de cooperar, de trabajar en equipo, de comprometerse en nuevos papeles, de desarrollar la confianza en uno mismo, de aprender a pensar de modo crítico e independiente, de ser más creativo e innovador y con más iniciativa personal, de preparase para asumir y limitar el riesgo.
Para un emprendedor al utilizar distintas herramientas para un camino al éxito deben ser importantes las motivaciones. Por eso existen teorías tanto enfocadas en valores, como en relaciones interpersonales y en conjunto, que ayudan al emprendedor a tener una mejor visión sobre cómo actuar y reaccionar ante las diferentes circunstancias que sobre la marcha se le irán presentando.
La ley impulsa la introducción de contenidos de fomento de la cultura emprendedora en la educación en distintos niveles (primaria, secundaria, el bachillerato y formación profesional) en lo que define como educación en emprendimiento (también conocida como educación emprendedora).
La cultura emprendedora está formada por varios aspectos dentro del ecosistema emprendedor. El emprendedor tiene aspiraciones que hacen servir de motor para emprender, ser adverso al riesgo y ser lo suficientemente ávido para hacer crecer un negocio. Además, la sociedad tiene sus propias impresiones sobre el espíritu emprendedor, que también puede influir directa o indirectamente en la actividad emprendedora, y si es un camino profesional atractivo para tomar.
Otras percepciones que afectan a la cultura emprendedora son el prestigio que se da a los empresarios, la tolerancia y la aceptación del fracaso y el número de personas que se consideran emprendedoras. Según el Observatorio Nacional del Emprendedor en México, cuando una sociedad tiene una mejor percepción del espíritu emprendedor, hay más posibilidades de que más empresarios, inversores y organizaciones quieran asumir el riesgo de emprender y apoyar a los emprendedores. Hofstede afirma que un individuo puede ser acogido para actuar de forma emprendedora dentro de una organización y en otras áreas de la vida cuando la persona está motivada para encontrarse a sí misma. Esto demuestra que el individuo pertenecerá a un grupo cultural distinguido, ya que sus actividades emprendedor lo diferenciarán de otros individuos.

### Tres niveles de una cultura emprendedora.
K. Kundu clasificó la cultura emprendedora en tres niveles diferentes que contribuyen a su formación:

#### Nivel Invisible
El primer nivel es el invisible con dos componentes que son los atributos y los valores. Los atributos emprendedores son indicadores naturales clave y nutridos que muestran a las personas que pueden convertirse en empresarios. Se ha reconocido que este conjunto de características es un motor para comprender y fomentar el espíritu emprendedor. La importancia de los atributos emprendedor se basa en que son un factor crítico para influir en el individuo a la hora de emprender e iniciar un negocio. Para fomentar los atributos emprendedores, hay que influir en el desarrollo y la realización de las ideas comerciales. Si se desea influir en el número de personas que pueden convertirse en emprendedores, el enfoque debe hacerse en sus atributos. No obstante, también hay que alimentar al emprendedor con la capacitación y la experiencia adecuadas para fomentar sus atributos emprendedores. Los valores emprendedores son las concepciones, que pueden ser explícitas o implícitas, y que en este caso son distintivas de los empresarios, que muestran los deseos de seleccionar entre los diferentes cursos de acción. Estos valores son los que impulsan la toma de decisiones. Son el reflejo de la visión consciente del emprendedor y le hacen moverse para decidir hacia una acción. Los valores muestran la forma en que se comportan los humanos. Para los emprendedores, los valores no sólo muestran cuáles serán las decisiones que tomarán, sino que también muestran cómo abordarán una nueva empresa.
Como han descubierto los académicos, la existencia de valores emprendedores en un individuo afecta también al ritmo de creación de nuevas empresas, por lo que para los gobiernos que están dispuestos a aumentar el número de puestos de trabajo, también deben dar importancia a la configuración de los valores individuales hacia la iniciativa emprendedora. Como mencionaron Mourdoukoutas y Papadimitrou, los valores que se asocian a la iniciativa emprendedora son la autonomía, la libertad de actuar con independencia, la capacidad de innovación, la libertad de experimentación, la asunción de riesgos, la capacidad de tomar iniciativas y la agresividad competitiva. Por otra parte, a pesar del origen cultural del emprendedor, en la obra de Morris y Schindehutte se afirma que los emprendedores comparten valores al iniciar un negocio como la independencia, la innovación, la honestidad y el trabajo duro.

#### Nivel Semi-visible
El segundo nivel es semi-visible o semi-consciente, aquí está la mentalidad emprendedor. La mentalidad emprendedora es la actitud que un empresario responde a un determinado objeto de manera favorable o desfavorable basado en una predisposición aprendida. Las actitudes son los fundamentos para que el comportamiento humano esté motivado y sienta logros personales. Las actitudes emprendedoras influyen y han sido influenciadas por las experiencias que el individuo ha vivido, y cómo piensa y siente sobre lo que ha pasado. Si los individuos han participado en programas y políticas gubernamentales que intentan fomentar el espíritu emprendedor cultural, su experiencia en este evento puede tener un efecto en su mentalidad hacia el espíritu emprendedor.
El estudio de Hatten y Ruhland sobre la actitud de los estudiantes hacia la iniciativa emmprendedora en un programa del Instituto de Pequeñas Empresas mostró que tienen un cambio positivo hacia la iniciativa emprendedora, lo que aumenta su voluntad de convertirse en futuros empresarios. Aunque esta fue una muestra de estudiantes, diferentes estudios han demostrado que los estudiantes que participan en diferentes programas emprendedoress con un plan bien estructurado tienden a mejorar en una rica cultura emprendedora.

#### Nivel Visible
El tercer nivel, el visible, muestra el comportamiento emprendedor. El comportamiento emprendedor es el acto directo del individuo para iniciar un nuevo negocio. Según la definición de Williams, el comportamiento emprendedor es visto como la combinación de acciones realizadas por el empresario, que son constantemente ajustadas y definidas para establecer la oportunidad hasta que se posiciona y es aceptada en el mercado. El resultado de esta acción es la creación de un nuevo negocio.

## La Educación en Argentina y el emprendedorismo

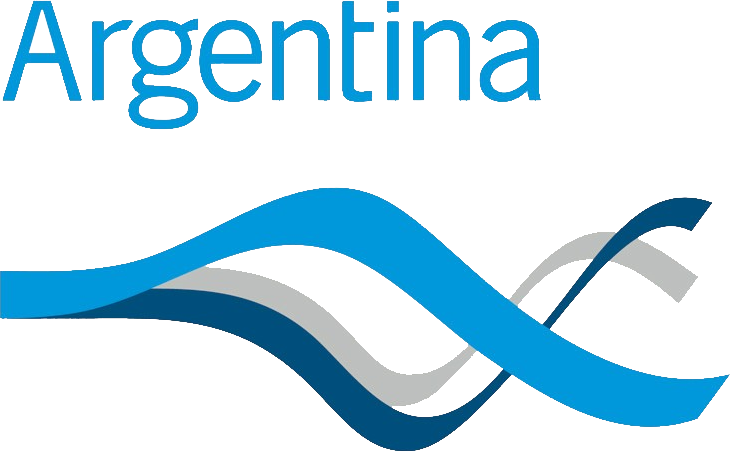
Argentina Logo

La Ley N° 26058 de Educación técnico profesional en Argentina fue promulgada en septiembre de 2005, aplicable en toda la Nación, respetando los criterios federales, las diversidades regionales y articulando la educación formal y no formal, la formación general y la profesional en el marco de la educación continua y permanente.
Dentro de los objetivos que establece la ley se menciona que se busca articular las instituciones y los programas de Educación Técnico Profesional con los ámbitos de la ciencia, la tecnología, la producción y el trabajo.
En el artículo 14 se detalla que las autoridades educativas de las jurisdicciones promoverán convenios que las instituciones de educación técnico profesional puedan suscribir con las Organizaciones No Gubernamentales, empresas, empresas recuperadas, cooperativas, emprendimientos productivos desarrollados en el marco de los planes de promoción de empleo y fomento de los micro emprendimientos, sindicatos, universidades nacionales, Institutos Nacionales de la Industria y del Agro, la Secretaría de Ciencia y Tecnología, la Comisión Nacional de Energía Atómica, los institutos de formación docente, otros organismos del Estado con competencia en el desarrollo científico-tecnológico, tendientes a cumplimentar los objetivos estipulados en dicha ley.
En la provincia de Buenos Aires, a través del Anexo 3 de la Resolución 3828/09 incorpora siete años a la escolarización secundaria técnoprofesional y justamente, en el último año a través de la materia Emprendimientos Productivos y Desarrollo Local se busca aproximar la educación secundaria tecnoprofesional y el emprendedorismo buscando formar técnicos que puedan desempeñarse como actores en procesos productivos en pequeñas y en medianas empresas, pero también como emprendedores autogestivos con sentido crítico y responsabilidad ciudadana.

## Recientes tendencias en el Emprendimiento
Actualmente se alude al concepto de “Entrepreneurial Enhancement”, o “potenciamiento emprendedor”, que se refiere a "la mejora progresiva de las habilidades cognitivas, afectivas y conativas en emprendedores potenciales o existentes utilizando neurotecnologías apropiadas". El término ha sido acuñado por el Ingeniero Víctor Pérez Centeno, en relación con la necesidad de fusionar las neurotecnologías a la investigación, enseñanza y potenciamiento de la performance emprendedora”.